# Slaget ved Lipari-øerne
Slaget ved Lipari-øerne, eller Slaget ved Lipara, fandt sted i år 260 f.Kr. under den Første Puniske Krig. Det var et søslag, hvor en karthaginsk eskadre på 20 skibe under ledelse af Boödes overraskede 17 romerske skibe i haven i Lipara (nutidens Lipari). De romerske skibe var under kommando af én af årets konsuler, Gnæus Cornelius Scipio. De uerfarne romere klarede sig dårligt i slaget. Alle deres 17 skibe blev erobret af karthagerne sammen med deres øverstkommanderende, Scipio.
Romerne havde for nylig bygget en flåde for at udfordre Karthagos dominans på det vestlige Middelhav. Gnæus Cornelius Scipio, den øverste konsul for året, drog forhastet mod Lipari-øerne (også kendt som de Æoliske øer) med en fremskudt eskadre. Slaget var en mindre træfning, men er bemærkelsesværdigt, da det var det første søslag under den Første Puniske Krig og den første gang romerske krigsskibe deltog i kamp. De uerfarne romere klarede sig dårligt, og Scipio selv blev taget til fange. Efter løsladelsen fik han tilnavnet Asina ("røv", eller ordret på latin "hunæsel") som en hånlig betegnelse for hans fejltagelse. Til trods for den ydmygende start vandt romerne de to større søslag, der fulgte, og etablerede en nogenlunde ligeværdig flådemagt på havet.

## Slaget
I henhold til gammel romersk tradition valgte man hvert år to ledere, kendt som konsuler, til bl.a. at lede hæren i krig. I dette tilfælde blev den patricieren Gnæus Cornelius Scipio valgt som årets senior konsul, og udpeget til at lede flåden. Han satte til søs med de første 17 skibe, der var blevet bygget. Som de allerførste romerske krigsskibe brugte de noget tid på at træne i romerske farvande, før de sejlede videre til Messina. I Messina forberedte de sig på resten af flådens ankomst og ydede logistisk støtte til den romerske hær under dens overfart til Sicilien.
Mens Scipio var ved Messinastrædet, modtog han information om, at garnisonen i byen Lipara var villig til at skifte side til romerne. Lipara var Lipari-øernes vigtigste havn og var en konstant trussel mod romersk kommunikation på tværs af strædet. Selvom hans besætninger stadig var uerfarne, og de nybyggede skibe stadig var under afprøvning, kunne konsulen ikke modstå fristelsen ved at erobre en vigtig by uden kamp. Han sejlede derfor mod Lipara. Nogle kilder fra antikken antyder, at tilbuddet om overgivelse var en fælde udtænkt af Karthago for at lokke romerne til Lipara, hvor de kunne blive angrebet. Disse kilder er dog sparsomme på detaljer og generelt pro-romerske i deres beretninger.

Romerne sejlede ind i havnen ved Lipara. Den karthaginske flåde, der lå under kommando af Hannibal Gisco (tidligere garnisonschef i Agrigentum), lå for anker i Panormus (nutidens Palermo) omkring 100 km fra Lipara. Da Hannibal fik besked om romernes fremrykning mod Lipara, sendte han 20 skibe under ledelse af den karthanske adelsmand Boodes mod byen. Karthagerne ankom om natten og fangede romerne i havnen. Næste morgen førte Boodes sine skibe til angreb på de indespærrede romere. Scipios mænd gjorde minimal modstand. Den uerfarne besætninger var ingen match for de veltrænede karthaginere og blev hurtigt overmandet. Nogle romere flygtede i panik ind på land, og selve konsulen blev taget til fange sammen med mange andre højtstående romerske officerer. Senere beretninger fortæller om, at Scipio blev forræderisk fanget under forhandlinger, men dette er sandsynligvis en romersk opdigtning. Alle de romerske skibe blev erobret, de fleste stort set uden kamp.  Selvom slaget kun var en mindre træfning, markerer det den Første Puniske Krigs første søslag og den første gang, romerske krigsskibe deltog i kamp.